# Peak River
Der Peak River ist ein Fluss im Südosten des australischen Bundesstaates New South Wales.
Er entspringt an den Osthängen der Bogong Peaks im nördlichen Teil des Kosciuszko-Nationalparks. Von dort fließt er nach Nordwesten und mündet in den Goobarragandra River.
Der Peak River verläuft ausnahmslos durch unbesiedeltes, größtenteils hochalpines Gebiet.